# خفاش زبان‌دراز مکزیکی
خفاش زبان‌دراز مکزیکی (نام علمی: Choeronycteris mexicana) نام یک گونه از تیره خفاش برگ‌بینی است.